# Kamesznica
Kamesznica is een plaats in het Poolse district  Żywiecki, woiwodschap Silezië. De plaats maakt deel uit van de gemeente Milówka en telt 2800 inwoners.

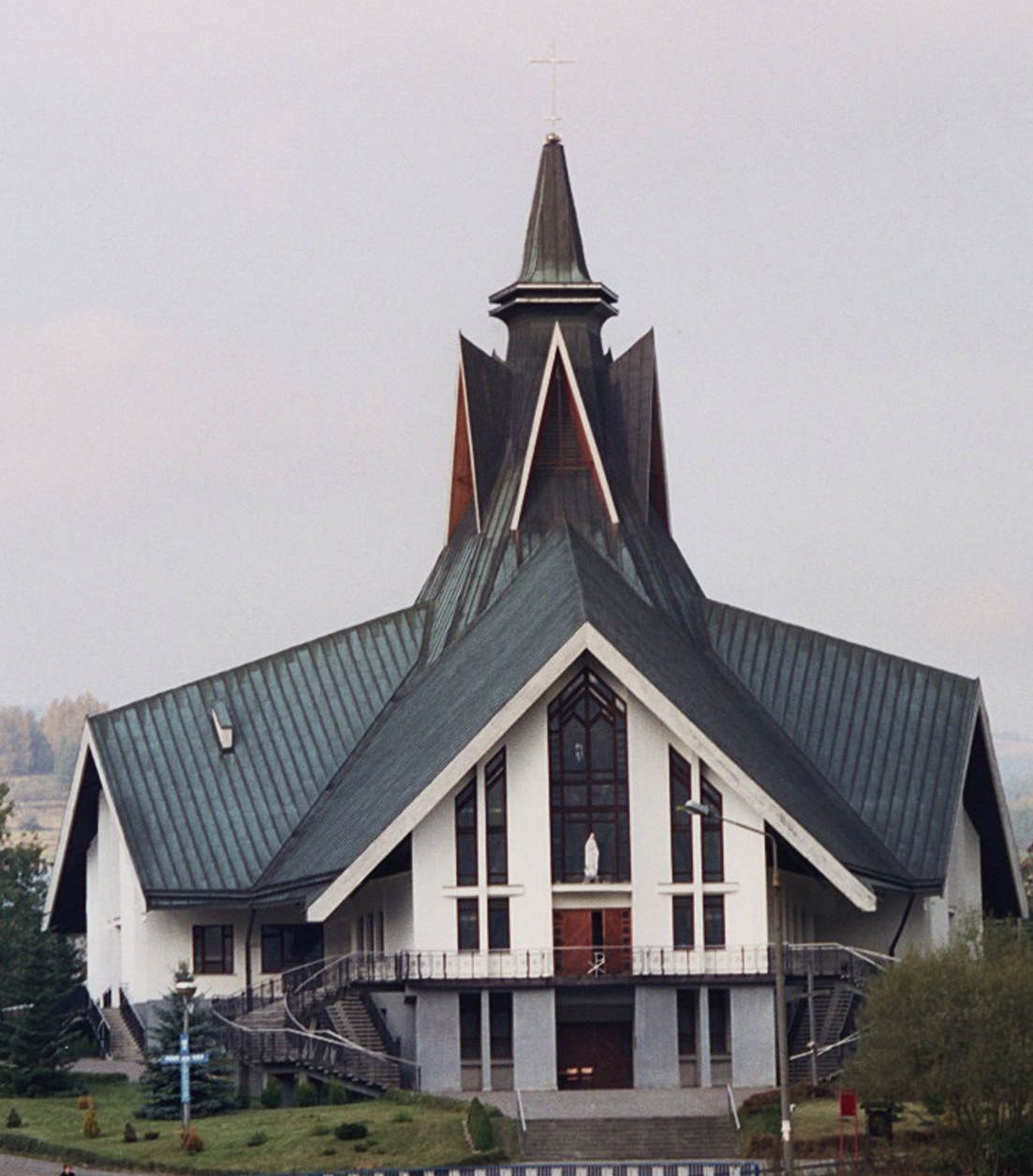
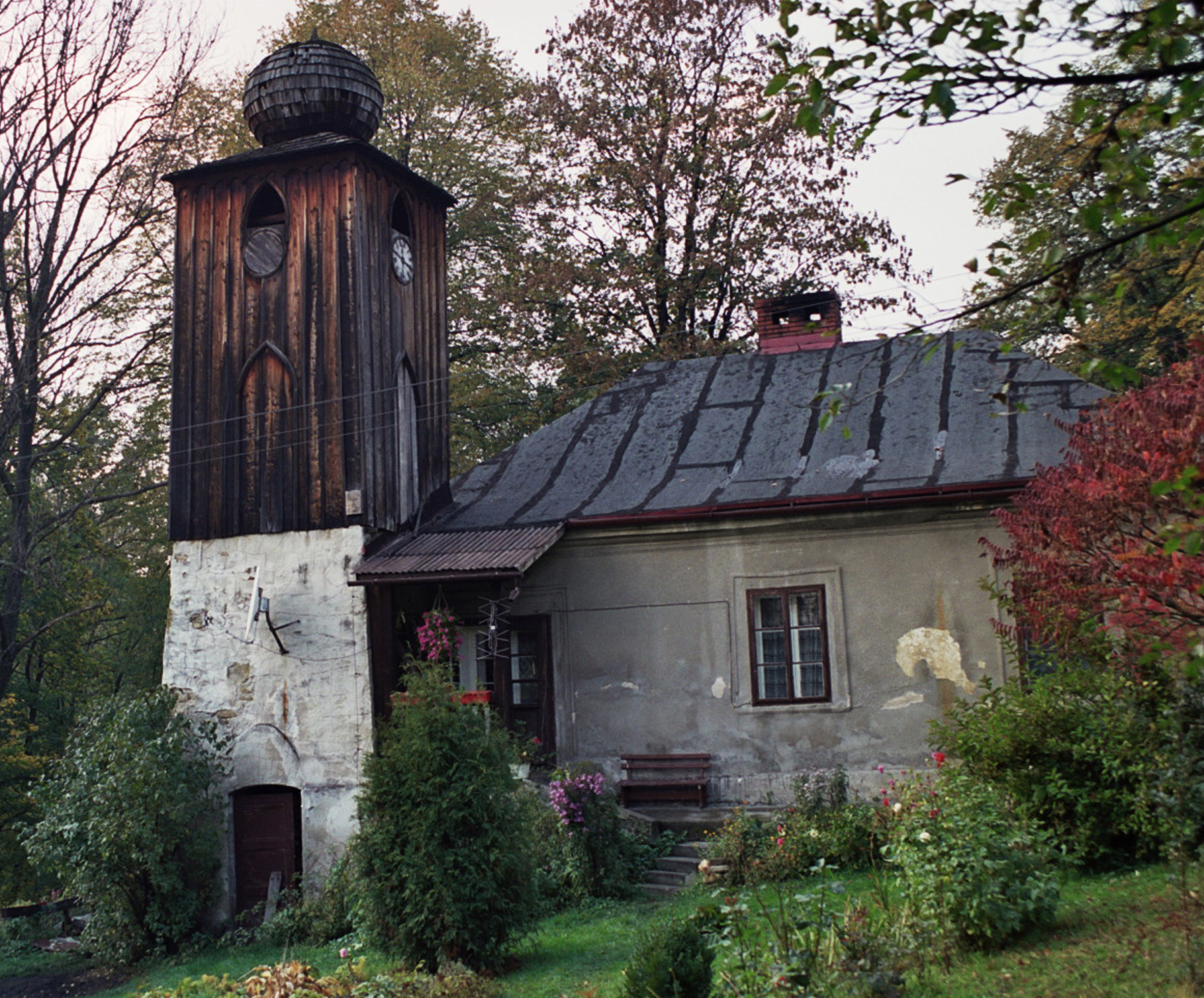